# Тилиці (Нижньосілезьке воєводство)
Тилиці (пол. Tylice, нім. Thielitz) — село в Польщі, у гміні Зґожелець Зґожелецького повіту Нижньосілезького воєводства.
Населення — 603 особи (2011).
У 1975-1998 роках село належало до Єленьоґурського воєводства.

## Демографія
Демографічна структура станом на 31 березня 2011 року:
|          | Загалом | Допрацездатний вік | Працездатний вік | Постпрацездатний вік |
| -------- | ------- | ------------------ | ---------------- | -------------------- |
| Чоловіки | 294     | 54                 | 223              | 17                   |
| Жінки    | 309     | 59                 | 210              | 40                   |
| Разом    | 603     | 113                | 433              | 57                   |

## Галерея

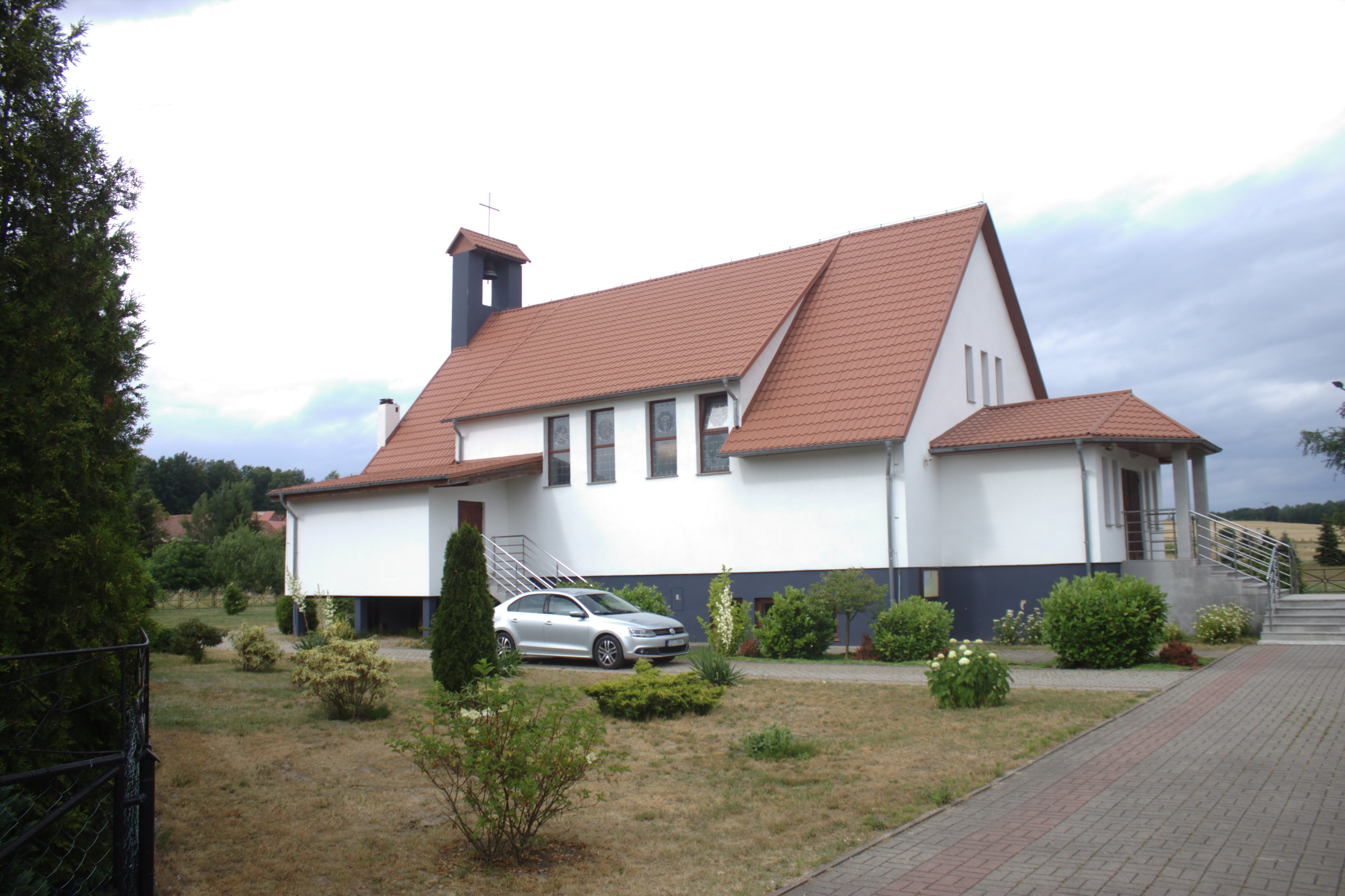
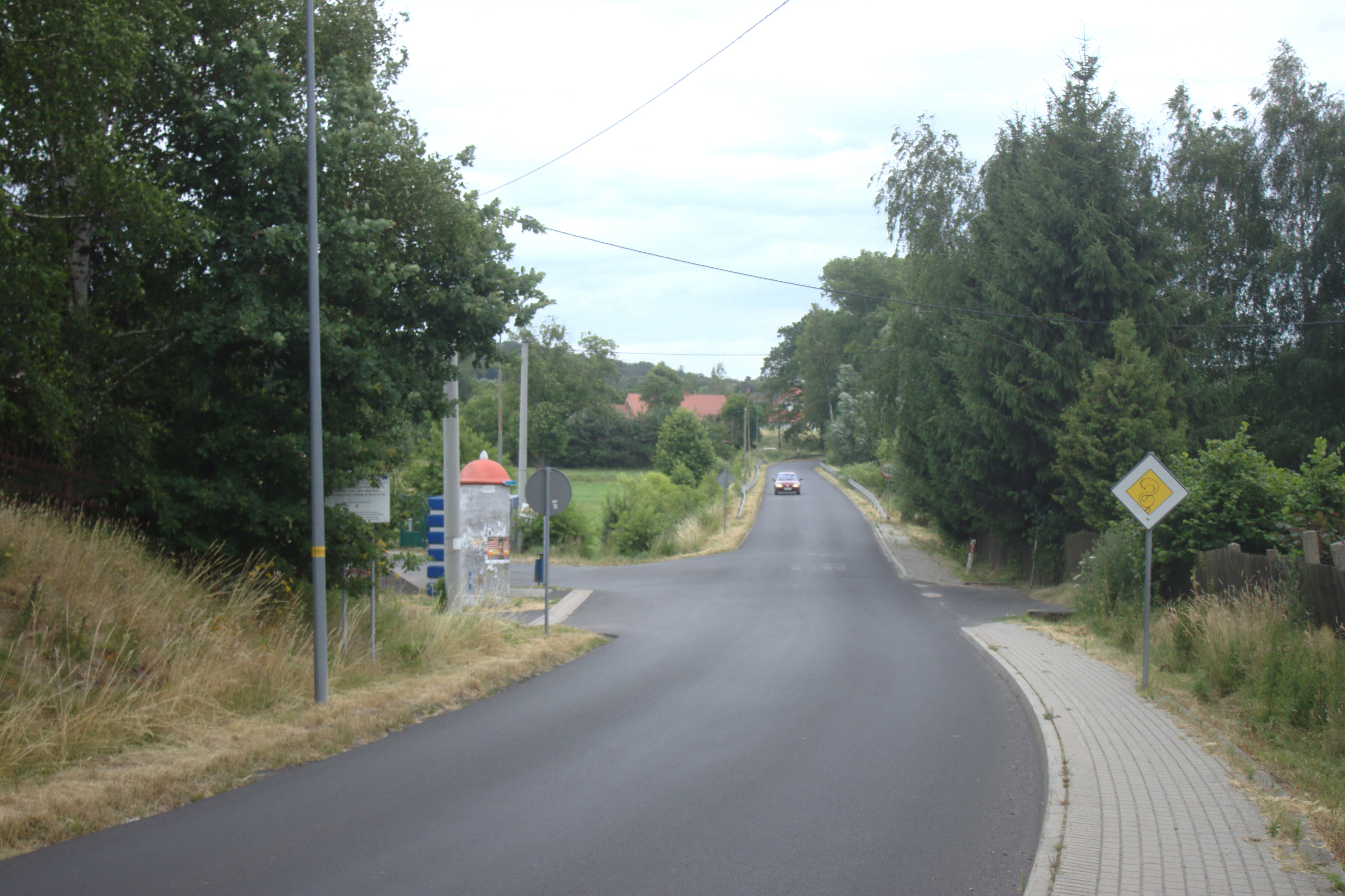
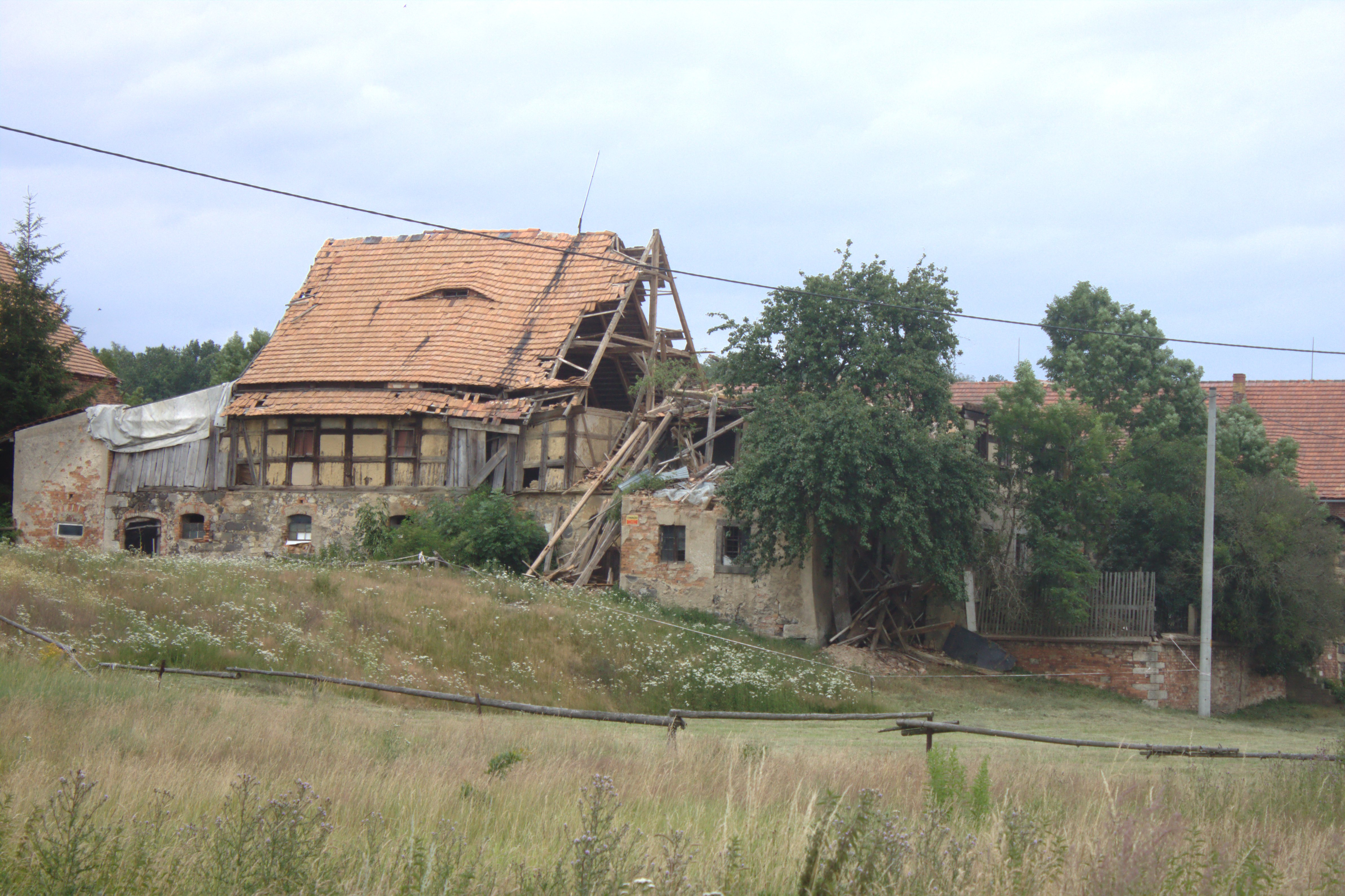